# Національне об'єднання (Латвія)
Національне об'єднання (латис. Nacionālā apvienība), офіційно Національне об'єднання «Все для Латвії!» — «Батьківщині і свободі/ДННЛ» (латис. Nacionālā apvienība "Visu Latvijai!” – "Tēvzemei un Brīvībai/LNNK") — латвійська права політична партія. Представлена тринадцятьма місцями у Сеймі, Національне об'єднання є четвертою за величиною партією у національному парламенті та третьою за величиною партією в уряді. Партія є об'єднанням консерваторів, націоналістів та економічних лібералів.
Партія є членом Альянсу консерваторів та реформістів у Європарламенті, а двоє членів партії, Роберт Зіле та Даче Мельбарде, є депутатами Європарламенту.

## Історія
Партія заснована як виборчий союз у 2010 році національно-консервативною «За Батьківщину та Свободу» та ультраправою «Все для Латвії!» після того, як обом партіям було відмовлено у вступі в союз «Єдність». Союз був перетворений на унітарну партію 23 липня 2011 року.  На виборах до Сейму 2010 року об'єднання отримало 8 місць.

## Результати виборів

### Парламентські вибори
| Вибори | Лідер партії    | Результати | Результати | Результати | Результати | Результати | Місце |
| Вибори | Лідер партії    | Голосів    | %          | ± %        | Місць      | +/–        | Місце |
| ------ | --------------- | ---------- | ---------- | ---------- | ---------- | ---------- | ----- |
| 2010   | Роберт Зіле     | 74 029     | 7.84       | -          | 8 / 100    | -          | 4     |
| 2011   | Райвіс Дзинтарс | 127 208    | 14.01      | ▲ 6,17     | 14 / 100   | ▲ 6        | 4     |
| 2014   | Райвіс Дзинтарс | 151 567    | 16.72      | ▲ 2,71     | 17 / 100   | ▲ 3        | 4     |
| 2018   | Роберт Зіле     | 92 963     | 11.08      | ▼ 5,64     | 13 / 100   | ▼ 4        | 5     |

### Ризька міська рада
| Election year | Голосів | %           | Місць   | +/– |
| ------------- | ------- | ----------- | ------- | --- |
| 2013          | 40 920  | 17,86% (#2) | 12 / 60 |     |
| 2017          | 23 135  | 9,25% (#4)  | 6 / 60  | ▼ 6 |
| 2020          | 16 435  | 9,64% (#4)  | 7 / 60  | ▲ 1 |

### Європаламент
| Вибори | Лідер       | Результати | Результати | Результати | Результати | Результати | Місце | EP Group |
| Вибори | Лідер       | Голосів    | %          | ± %        | Місць      | +/–        | Місце | EP Group |
| ------ | ----------- | ---------- | ---------- | ---------- | ---------- | ---------- | ----- | -------- |
| 2014   | Роберт Зіле | 63 229     | 17,56      | -          | 1 / 8      | -          | 2     | АКР      |
| 2019   | Роберт Зіле | 77 591     | 16,49      | ▼ 1.07     | 2 / 8      | ▲ 1        | ▼ 3   | АКР      |